# 136666 Seidel
136666 Seidel este un asteroid din centura principală de asteroizi.

## Descriere
136666 Seidel este un asteroid din centura principală de asteroizi. A fost descoperit pe 17 septembrie 1995 la Observatorul Kleť de Miloš Tichý și Jana Tichá. Asteroidul prezintă o orbită caracterizată de o semiaxă mare de 2,33 ua, o excentricitate de 0,22 și o înclinație de 3,2° în raport cu ecliptica.